# Sportplatz an der Rathausstraße
Der Sportplatz an der Rathausstraße, bis 1927 Union-Platz und seitdem auch Blau-Weiß-Platz genannt, ist ein traditionsreicher Fußballplatz in Berlin-Mariendorf und einer der ältesten noch existierenden Fußballplätze in Deutschland. Er war unter anderem die Heimstätte von Union 92 Berlin, dem Deutschen Fußballmeister von 1905, sowie Austragungsort eines Fußball-Länderspiels zwischen Deutschland und England. Heute sind Blau-Weiß 90  Berlin und der 1. Traber FC Mariendorf auf dem Platz beheimatet.

## Geschichte
Der 1892 gegründete Berliner Thor- und Fußball-Club Union spielte anfänglich wie viele andere Berliner Fußballvereine auch auf dem Tempelhofer Feld. Nachdem sich die dortigen Fußballfelder zu Beginn des 20. Jahrhunderts als nicht mehr zeitgemäß erwiesen hatten, gründete Union 92 eine Baugesellschaft, die ein sumpfiges und unbebautes Gelände an der Rathausstraße in der damals noch eigenständigen Landgemeinde Mariendorf erwarb. Dort hatte sich ursprünglich ein See befunden, der beim Bau des Teltowkanals zugeschüttet worden war.

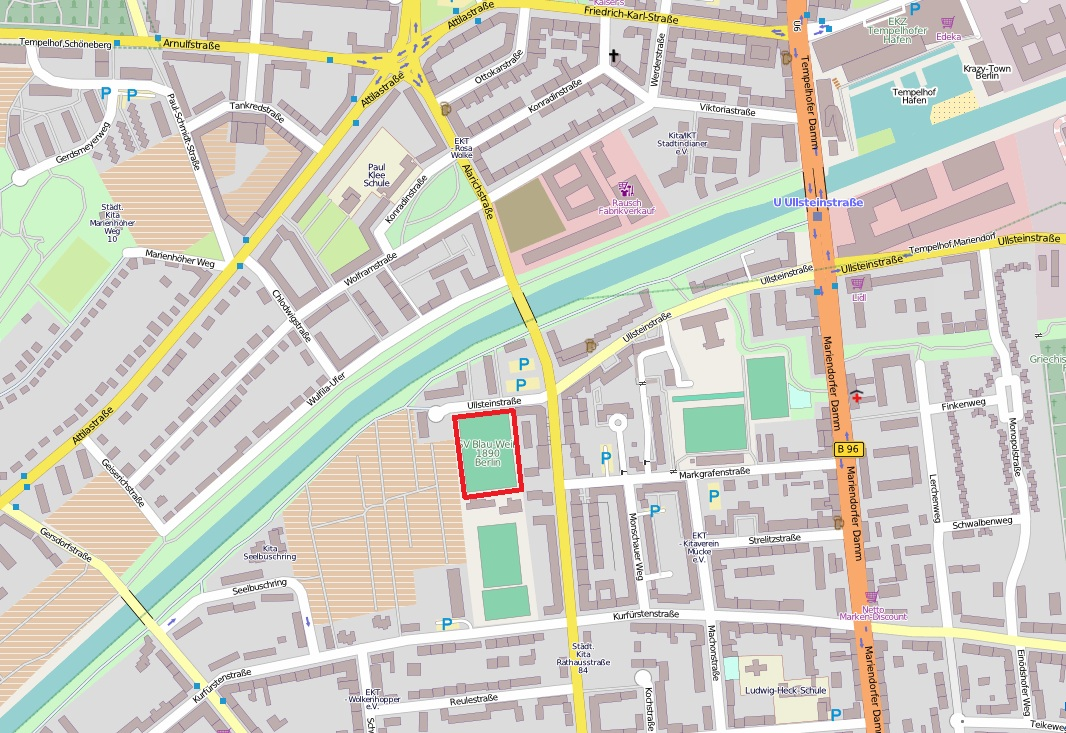
Lage des Sportplatzes an der Rathausstraße

1908 wurde auf dem Gelände ein neuer Fußballplatz fertiggestellt. Zur Eröffnung am 4. Oktober 1908 traf Union 92 auf Wacker Leipzig. 1909 wurde eine Holztribüne errichtet. Mit einem Fassungsvermögen von etwa 10.000 Zuschauern zählte der Union-Platz vor dem Ersten Weltkrieg zu den größten Sportanlagen im Raum Berlin. In den 1920er Jahren wurde durch Erhöhung der Stehplatzwälle das Fassungsvermögen auf etwa 14.000 Besucher erhöht.
Im Sommer 1927 fusionierte Union 92 mit einem weiteren Berliner Traditionsverein, dem BFC Vorwärts 1890 zur Sportlichen Vereinigung Blau-Weiß 1890. Der Union-Platz wurde zur Heimstätte von Blau-Weiß 90 und wird seitdem auch Blau-Weiß-Platz genannt. Die hölzerne Sitzplatztribüne brannte in der Nacht vom 4. zum 5. Oktober 1936 ab und wurde nicht wieder aufgebaut.
Im Zweiten Weltkrieg diente der Platz als Sammelstelle für beschlagnahmte Privatfahrzeuge. Ab 1945 konnten auf dem Platz wieder Fußballspiele ausgetragen werden. Erstligafußball wurde auf dem Blau-Weiß-Platz zuletzt in der Saison 1959/60 gespielt, als Blau-Weiß 90 der Vertragsliga Berlin angehörte. 1966 wechselte Blau-Weiß 90 ins Friedrich-Ebert-Stadion in Berlin-Tempelhof und 1968 musste der Verein seinen alten Sportplatz aus finanziellen Gründen an die Stadt Berlin verkaufen. In der Folgezeit wurden die Zuschauerwälle entfernt.
Nachdem Blau-Weiß 90, das seit 1984 im Berliner Olympiastadion gespielt hatte, 1992 in Konkurs ging, nahm der Nachfolgeverein SV Blau Weiss Berlin (inzwischen wieder Blau-Weiß 90 Berlin) den Spielbetrieb wieder auf dem alten Blau-Weiß-Platz auf. 2019 zog der Verein in den Volkspark Mariendorf um, bevor er zur Winterpause 2021/22 wieder zurückkehrte. Auch in der Zwischenzeit trug die erste Mannschaft noch gelegentlich Spiele an der Rathausstraße aus.
Insgesamt hat der Blau-Weiß-Platz heute nur noch ein Fassungsvermögen von einigen Hundert Zuschauern. Südlich des mit Naturrasen ausgestatteten Hauptplatzes befinden sich heute noch Kunstrasen-Nebenplätze. Die Gesamtanlage wird auch Sportplatz an der Ullsteinstraße genannt, ist aber nur von der Rathausstraße aus zugänglich.

## Bedeutende Fußballspiele

Programmheft zum Länderspiel Deutschland-England auf dem Union-Platz

### Länderspiel
Am 14. April 1911 trug die deutsche Fußballnationalmannschaft auf dem Union-Platz ein Länderspiel gegen die englische Amateurnationalmannschaft aus. Vor 10.000 Zuschauern endete das Spiel 2:2, was damals als eine große sportliche Überraschung galt.

### Deutsche Meisterschaft
Der Berliner Klub Viktoria 89 trug zwischen 1909 und 1913 auf dem Union-Platz drei Endrundenspiele um die deutsche Fußballmeisterschaft aus: Am 16. Mai 1909 besiegte Viktoria 89 im Halbfinale den Altonaer FC von 1893 mit 7:0. Am 19. Mai 1912 unterlag Viktoria 89 im Halbfinale Holstein Kiel mit 1:2, und am 13. April 1913 besiegte Viktoria 89 im Viertelfinale auf dem Union-Platz den SV Prussia-Samland Königsberg mit 6:1.

### Kronprinzenpokal
Am 18. Februar 1912 fand vor 8.000 Zuschauern auf dem Union-Platz das Endspiel des Kronprinzenpokals statt. Die Auswahl Süddeutschlands schlug die Auswahl Brandenburgs mit 6:5. Der Kronprinzenpokal war ein Pokalwettbewerb, in dem die Auswahlmannschaften der Regionalverbände des Deutschen Fußball-Bundes gegeneinander antraten, und der erste deutschlandweite Pokalwettbewerb überhaupt.